# チルド食品
チルド食品（チルドしょくひん）は、鮮度を長期間保持するために製造から流通・販売の過程まで、低温の冷蔵状態で管理される加工食品である。

## 概要
冷凍食品とは異なり凍らない程度の低温で管理するため、鮮度を長期間保ちながら解凍する手間なく食することができる。一方で冷凍食品よりは保存できる期間は短くなる。
主なチルド食品は乳製品、肉類、魚介類およびカット野菜など衛生上適切な温度管理が必要となる食品であり、生産から物流、販売に至るすべての工程において適切な温度管理が求められる。そのため、チルド食品群が広く流通し始めたのは、昭和50年代になってからである。
日本農林規格では「氷結点を超え、5℃以下で保存」と規定されており、食品低温流通推進協議会では、マイナス5℃から5℃の温度帯で流通する商品とされる。

## 主なメーカー
- 明治乳業
- 東洋水産